# Bridge City, Texas
Bridge City är en ort i Orange County i Texas. Vid 2020 års folkräkning hade Bridge City 9 546 invånare.